# SK Smolensk
Sportivnyj klub Smolensk (rusky: Спортивный клуб Смоленск) byl ruský fotbalový klub sídlící ve městě Smolensk. Klub byl založen v roce 2006, zanikl v roce 2012 díky finančním problémům.

## Historické názvy
- 2006 – SK Smolensk
- 2010 – FK Dněpr-2 Smolensk
- 2011 – SK Smolensk

## Umístění v jednotlivých sezonách
| Sezóny  | Liga                            | Úroveň | Z  | V  | R | P  | VG | OG | +/− | B  | Pozice |
| ------- | ------------------------------- | ------ | -- | -- | - | -- | -- | -- | --- | -- | ------ |
| 2008    | Tretij divizion - sk. Černozemě | 4      | 34 | 15 | 3 | 16 | 49 | 52 | −3  | 48 | 8.     |
| 2009    | Tretij divizion - sk. Černozemě | 4      | 24 | 13 | 4 | 7  | 45 | 33 | +12 | 43 | 3.     |
| 2010    | Tretij divizion - sk. Černozemě | 4      | 22 | 4  | 5 | 13 | 20 | 35 | −15 | 17 | 10.    |
| 2011/12 | Tretij divizion - sk. Černozemě | 4      | 42 | 19 | 8 | 15 | 74 | 62 | +12 | 65 | 7.     |